# 조이스 홀든

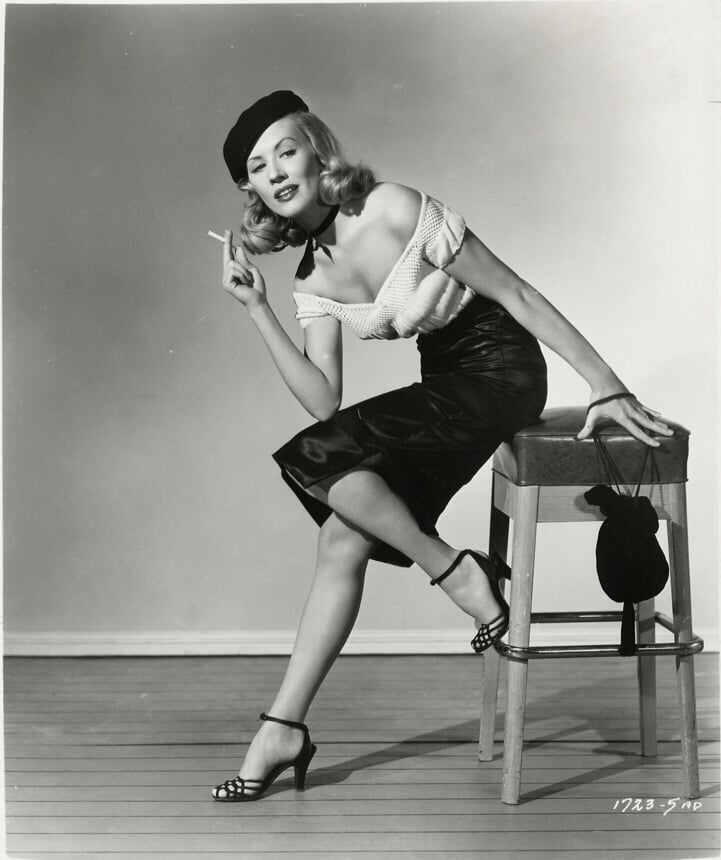

조이스 홀든(Joyce Holden, 1930년 9월 1일 ~ )은 미국의 배우, 텔레비전 배우, 영화배우이다.
미국 미주리주 캔자스시티에서 태어났다.

## 영화
- 더 밀크맨 (1950년) - 데뷔 작품
- 아이언 맨 (1951년)
- 부론코 버스터 (1952년)[2]
- 늑대인간 (1956년)